# Corydalis panda
Corydalis panda là một loài thực vật có hoa trong họ Anh túc. Loài này được Lidén & Y.W.Wang mô tả khoa học đầu tiên năm 2006.